# Balilla-Klasse
Die Balilla-Klasse war eine Klasse von vier U-Booten die in den 1920er Jahren für die italienische Marine gebaut wurden.

## Baugeschichte
Obwohl Italien auf dem Washingtoner Flottenabkommen 1922 tonnagemäßig auf eine Stufe mit Frankreich gestellt worden war, erlaubten es die Staatsfinanzen nicht ganz, sich auf ein Wettrüsten um die Vormachtstellung im Mittelmeer einzulassen. Daher legte man einen Schwerpunkt auf den Bau von U-Booten. In diesem Zusammenhang konzentrierte sich Italien auf zwei U-Boot-Typen: auf kleinere, sogenannte Küstenboote für den Kampf im Mittelmeer („600-Tonnen-Klassen“), und auf Hochseeboote, die dafür vorgesehen waren, auch außerhalb des Mittelmeers gegen feindliche Handels- und Nachschubverbindungen zu operieren.
Die erste U-Boot-Klasse, die in Italien nach dem Ersten Weltkrieg für den Hochseeeinsatz gebaut wurde, war die Balilla-Klasse. Vorgesehen war ein für die damalige Zeit außergewöhnlich großer Zweihüllenbootstyp mit 1.500 Tonnen Verdrängung (über Wasser), hoher Geschwindigkeit, großem Fahrbereich und guter Bewaffnung: die Boote hatten vier 553-mm-Torpedorohre am Bug und vier achtern sowie ein für die damalige Zeit sehr schweres 120-mm-Geschütz. Obwohl es sich eigentlich in erster Linie um eine Art Versuchsklasse handelte, erwiesen sich die Boote für die damalige Zeit als recht gut. Der Balilla-Klasse folgten später in direkter Linie die Zweihüllenboote der Klassen Calvi, Argo und Tritone (oder Flutto). Trotz verschiedener Verbesserungen erwiesen sie sich im Zweiten Weltkrieg mit ihren hohen, massiven Türmen als zu groß und schwerfällig. Die über Wasser sehr auffälligen Boote litten an sehr langen Abtauchzeiten, was sich bei offensiven Operationen gegen stark gesicherte Geleite oft fatal auswirkte. Auch der Ausbildungsstand der Besatzungen entsprach 1940 nicht den Anforderungen.
Die vier Boote der Balilla-Klasse wurden von 1925 bis 1929 in Muggiano bei La Spezia gebaut. Die Klasse war nach der genuesischen Heldenfigur Giovan Battista Perasso benannt. Sein Spitzname Balilla bezeichnete auch die faschistische Jugendorganisation Mussolinis. Wie schon ein vor dem Ersten Weltkrieg für Deutschland gebautes (und 1915 von Italien eingezogenes und dann Balilla genanntes) U-Boot war auch diese Balilla-Klasse nach dem Volkshelden selbst benannt und nicht nach der Parteiorganisation.
Ein fünftes Boot, die Humayà, wurde für die brasilianische Marine gebaut und blieb dort bis Mitte der 1950er Jahre im Einsatz.

## Einsatzgeschichte
Anfang der 1930er Jahre sicherten die Boote auf See mit anderen Schiffen Langstreckenflüge italienischer Flugpioniere, darunter die Atlantiküberquerung einer Formation Italo Balbos. Zwei Boote umfuhren in dieser Zeit den afrikanischen Kontinent. Es folgten Einsätze im Mittelmeer während des Spanischen Bürgerkriegs. Da die Boote 1940 technisch überholt waren, dienten sie vorwiegend als Ausbildungs-, Aufklärungs oder Transportboote.
Balilla und Millelire dienten ab 1941 als Brennstoffdepots und wurden 1946 aus der Flottenliste gestrichen. Sciesa wurde kurz nach dem Umbau zum Transportboot Ende 1942 in der Reede von Tobruk bei einem Luftangriff schwer beschädigt und kurz darauf von der Besatzung versenkt. Das nach einem im Ersten Weltkrieg gefallenen Bersagliere benannte Boot Enrico Toti war das einzige italienische U-Boot des Zweiten Weltkriegs, das ein britisches U-Boot versenkte. Bei dem im Oktober 1940 vor Brindisi ausgetragenen Überwasserkampf gegen die Triad hatte die Enrico Toti eine Ladehemmung. Die wütende Geschützbedienung warf bei dieser Gelegenheit einen Stiefel in Richtung des britischen Bootes, in Nachahmung des beinamputierten Enrico Toti, der 1916 im Sterben seine Krücke gegen feindliche Stellungen schleuderte. Weil das Boot nach diesem Kampf zu gewisser Berühmtheit gelangte, wurde die erste nach dem Krieg in Italien gebaute U-Boot-Klasse Toti-Klasse genannt.

## Boote der Klasse
| Boot               | Namensgeber             | Bauwerft          | Kiellegung       | Stapellauf         | Indienststellung   | Bemerkung                                                                                        |
| ------------------ | ----------------------- | ----------------- | ---------------- | ------------------ | ------------------ | ------------------------------------------------------------------------------------------------ |
| Balilla            | Giovan Battista Perasso | OTO Muggiano (SP) | 12. Januar 1925  | 20. Februar 1927   | 21. Juli 1928      | ab 1941 als GR247 Treibstoffdepot                                                                |
| Domenico Millelire | Domenico Millelire      | OTO Muggiano (SP) | 19. Januar 1925  | 19. September 1927 | 21. August 1928    | Ausbildungsboot, ab 1941 Treibstoffdepot                                                         |
| Enrico Toti        | Enrico Toti             | OTO Muggiano (SP) | 26. Januar 1925  | 14. April 1928     | 20. September 1928 | versenkte am 15. Oktober 1940 das britische U-Boot Triad, ab 1941 Ausbildungs- und Transportboot |
| Antonio Sciesa     | Amatore Sciesa          | OTO Muggiano (SP) | 20. Oktober 1925 | 18. August 1928    | 12. April 1929     | Mit Enrico Toti 1933 Umfahrung Afrikas, Aufklärungs- und Transportboot                           |

Quelle